# Vysoká Běta (Šumavské podhůří)
Vysoká Běta (německy Hohe Liesel) s nadmořskou výškou 803,8 m je hora v Buglatské vrchovině, která je součástí Šumavského podhůří. Leží 19 km západně od Českých Budějovic, na rozhraní katastrálních území Lipanovice a Jaronín. Je šestým nejvyšším vrcholem okresu České Budějovice. Zvedá se 400 metrů nad blízkým rybníkem Dehtář v Českobudějovické pánvi.

## Měřická věž
V roce 1960 ještě stála na vrcholu čtyřpodlažní dřevěná měřická věž, jinak zvaná též  triangulační věž. V té době byla již značně nakloněna, proto byla záhy stržena, či spadla.

## Rozhled
V současnosti je vrchol porostlý lesem a bez výhledu, přestože kdysi zde byl kruhový rozhled. Výhledy na Lhenicko, Libín a Helfenburk se otevírají z modré turistické stezky, vedoucí po západním úbočí Vysoké Běty.

## Vegetace
Rostou zde rozsáhlé bučiny, které vytvářejí enklávy s druhově pestrou skladbou fauny a flóry. Na jihovýchodním úbočí byla v roce 1989 vyhlášena stejnojmenná přírodní rezervace o rozloze 24 ha.

## Cesty na vrchol
Na vrchol vedou neznačené cesty z jihozápadních cípů návsí v Lipanovicích i Dobčicích. Modrá turistická značka z Horních Chrášťan vede po západním úbočí na rozcestí Pod Vysokou Bětou.